# Großer Preis von Großbritannien 2019
Der Große Preis von Großbritannien 2019 (offiziell Formula 1 2019 Rolex British Grand Prix) fand am 14. Juli auf dem Silverstone Circuit in Silverstone statt und war das zehnte Rennen der Formel-1-Weltmeisterschaft 2019.

## Bericht

### Hintergründe
Nach dem Großen Preis von Österreich führte Lewis Hamilton in der Fahrerwertung mit 31 Punkten vor Valtteri Bottas und mit 71 Punkten vor Max Verstappen. In der Konstrukteurswertung führte Mercedes mit 135 Punkten vor Ferrari und mit 194 Punkten vor Red Bull Racing.
Beim Großen Preis von Großbritannien stellte Pirelli den Fahrern die Reifenmischungen P Zero Hard (weiß, Mischung C1), P Zero Medium (gelb, C2) und P Zero Soft (rot, C3) sowie für Nässe Cinturato Intermediates (grün) und Cinturato Full-Wets (blau) zur Verfügung.
Mit Hamilton (fünfmal), Sebastian Vettel (zweimal) und Kimi Räikkönen (einmal) traten drei ehemalige Sieger zu diesem Grand Prix an.
Rennkommissare waren Dennis Carter (GBR), Garry Connelly (AUS), Felix Holter (DEU) und Vitantonio Liuzzi (ITA).

### Training
Im ersten freien Training fuhr Pierre Gasly mit einer Rundenzeit von 1:27,173 Minuten die Bestzeit vor Bottas und Verstappen. Das Training wurde unterbrochen, nachdem Räikkönen sein Fahrzeug wegen eines technischen Defektes am Streckenrand abstellen musste.
Im zweiten freien Training fuhr Bottas in 1:26,732 Minuten die schnellste Rundenzeit vor Hamilton und Charles Leclerc.
Im dritten freien Training erzielte Leclerc in 1:25,905 Minuten die Bestzeit vor Vettel und Hamilton.

### Qualifying
Das Qualifying bestand aus drei Teilen mit einer Nettolaufzeit von 45 Minuten. Im ersten Qualifying-Segment (Q1) hatten die Fahrer 18 Minuten Zeit, um sich für das Rennen zu qualifizieren. Alle Fahrer, die im ersten Abschnitt eine Zeit erzielten, die maximal 107 Prozent der schnellsten Rundenzeit betrug, qualifizierten sich für den Grand Prix. Die besten 15 Fahrer erreichten den nächsten Teil. Hamilton war Schnellster. Kevin Magnussen, Daniil Kwjat, Lance Stroll und die beiden Williams-Piloten schieden aus.
Der zweite Abschnitt (Q2) dauerte 15 Minuten. Die zehn schnellsten Piloten qualifizierten sich für den dritten Teil des Qualifyings und mussten mit den hier verwendeten Reifen das Rennen starten, alle übrigen Piloten hatten freie Reifenwahl für den Rennstart. Leclerc war Schnellster. Antonio Giovinazzi, Räikkönen, Carlos Sainz jr., Romain Grosjean und Sergio Pérez schieden aus.
Der finale Abschnitt (Q3) ging über eine Zeit von zwölf Minuten, in denen die ersten zehn Startpositionen vergeben wurden. Bottas fuhr mit einer Rundenzeit von 1:25,5093 Minuten die Bestzeit vor Hamilton und Leclerc. Es war die zehnte Pole-Position für Bottas in der Formel-1-Weltmeisterschaft.

### Rennen
Beim Start blieb Bottas in Führung. In der ersten Runde kollidierten die beiden Haas-Piloten, wodurch beide Fahrer zur Reparatur an die Box kommen mussten und auf die letzten beiden Plätze zurück fielen.
In der vierten Runde kämpften Bottas und Hamilton um die Führung, wobei Hamilton Bottas in der siebten Kurve überholen konnte. Bottas eroberte kurz darauf in der neunten Kurve die Führung erneut zurück.
Nachdem Leclerc und Verstappen in den vorangegangenen Runden um den 3. Platz gekämpft hatten, kamen sie in Runde 14 gleichzeitig an die Box, wobei Leclerc an der Spitze lag. Aufgrund eines schnelleren Boxenstopps überholte Verstappen Leclerc in der Boxengasse. Verstappen fuhr in der vierten Kurve eine weite Linie, wodurch Leclerc ihn überholen und sich damit erneut den dritten Platz zurückholen konnte.
In der 20. Runde drehte sich Giovinazzi aufgrund eines mechanischen Defekts, wodurch er in der 16. Kurve im Kies stecken blieb. Die Rennleitung schickte zur Bergung des Fahrzeugs das Safety-Car auf die Strecke. Hamilton nutze die Safety-Car-Phase um seinen Reifenwechsel vorzunehmen. Aufgrund des geringen Zeitverlustes beim Boxenstopp während der Safety-Car-Phase übernahm er die Führung. Vettel und Gasly nutzen diese Phase ebenfalls aus, wobei sie auf den dritten und vierten Platz vorrückten. Hamilton blieb beim Restart in der 24. Runde in Führung. Hülkenberg und Pérez berührten sich nachdem Safety-Car-Start, wodurch sich Pérez den Frontflügel beschäftigte und er zur Reparatur an die Box kommen musste.
In der 37. Runde kämpften Verstappen und Vettel um den dritten Platz, nachdem Verstappen zuvor Gasly überholte. Verstappen überholte Vettel zunächst auf der Hangar Straight. Vettel versuchte in Kurve 16 zu kontern, wobei Vettel allerdings Verstappen hinten drauf fuhr und beide Fahrer ins Kies befördert wurden. Dadurch fielen Vettel und Verstappen auf den fünften und sechsten Platz zurück. Vettel beschädigte sich bei der Kollision den Frontflügel, wodurch er zur Reparatur in die Boxengasse fahren musste. Zudem erhielt er für das Verursachen der Kollision eine Zehn-Sekunden-Zeitstrafe.
Hamilton gewann das Rennen vor Bottas und Leclerc. Es war der 80. Sieg für Hamilton in der Formel-1-Weltmeisterschaft. Die restlichen Punkteplatzierungen belegten Gasly, Verstappen, Sainz jr., Ricciardo, Räikkönen, Kwjat und Hülkenberg. Da Hamilton die schnellste Rennrunde fuhr und das Rennen unter den ersten Zehn beendete, erhielt er einen zusätzlichen Punkt.
In der Fahrer- und Konstrukteurswertung blieben die ersten drei Positionen jeweils unverändert.

## Meldeliste
| Team                             | Nr. | Fahrer             | Chassis                       | Motor                         | Reifen |
| -------------------------------- | --- | ------------------ | ----------------------------- | ----------------------------- | ------ |
| Mercedes-AMG Petronas Motorsport | 44  | Lewis Hamilton     | Mercedes-AMG F1 W10 EQ Power+ | Mercedes-AMG F1 M10 EQ Power+ | P      |
| Mercedes-AMG Petronas Motorsport | 77  | Valtteri Bottas    | Mercedes-AMG F1 W10 EQ Power+ | Mercedes-AMG F1 M10 EQ Power+ | P      |
| Scuderia Ferrari                 | 05  | Sebastian Vettel   | Ferrari SF90                  | Ferrari 064                   | P      |
| Scuderia Ferrari                 | 16  | Charles Leclerc    | Ferrari SF90                  | Ferrari 064                   | P      |
| Aston Martin Red Bull Racing     | 33  | Max Verstappen     | Red Bull Racing RB15          | Honda RA619H                  | P      |
| Aston Martin Red Bull Racing     | 10  | Pierre Gasly       | Red Bull Racing RB15          | Honda RA619H                  | P      |
| Renault F1 Team                  | 03  | Daniel Ricciardo   | Renault R.S.19                | Renault E-Tech 19             | P      |
| Renault F1 Team                  | 27  | Nico Hülkenberg    | Renault R.S.19                | Renault E-Tech 19             | P      |
| Rich Energy Haas F1 Team         | 08  | Romain Grosjean    | Haas VF-19                    | Ferrari 064                   | P      |
| Rich Energy Haas F1 Team         | 20  | Kevin Magnussen    | Haas VF-19                    | Ferrari 064                   | P      |
| McLaren F1 Team                  | 55  | Carlos Sainz jr.   | McLaren MCL34                 | Renault E-Tech 19             | P      |
| McLaren F1 Team                  | 04  | Lando Norris       | McLaren MCL34                 | Renault E-Tech 19             | P      |
| SportPesa Racing Point F1 Team   | 11  | Sergio Pérez       | Racing Point RP19             | BWT Mercedes                  | P      |
| SportPesa Racing Point F1 Team   | 18  | Lance Stroll       | Racing Point RP19             | BWT Mercedes                  | P      |
| Alfa Romeo Racing                | 07  | Kimi Räikkönen     | Alfa Romeo Racing C38         | Ferrari 064                   | P      |
| Alfa Romeo Racing                | 99  | Antonio Giovinazzi | Alfa Romeo Racing C38         | Ferrari 064                   | P      |
| Red Bull Toro Rosso Honda        | 26  | Daniil Kwjat       | Scuderia Toro Rosso STR14     | Honda RA619H                  | P      |
| Red Bull Toro Rosso Honda        | 23  | Alexander Albon    | Scuderia Toro Rosso STR14     | Honda RA619H                  | P      |
| ROKiT Williams Racing            | 63  | George Russell     | Williams FW42                 | Mercedes-AMG F1 M10 EQ Power+ | P      |
| ROKiT Williams Racing            | 88  | Robert Kubica      | Williams FW42                 | Mercedes-AMG F1 M10 EQ Power+ | P      |

## Klassifikationen

### Qualifying
| Pos.                                                                      | Fahrer             | Konstrukteur              | Q1       | Q2       | Q3       | Start |
| ------------------------------------------------------------------------- | ------------------ | ------------------------- | -------- | -------- | -------- | ----- |
| 01                                                                        | Valtteri Bottas    | Mercedes                  | 1:25,750 | 1:25,672 | 1:25,093 | 01    |
| 02                                                                        | Lewis Hamilton     | Mercedes                  | 1:25,513 | 1:25,840 | 1:25,099 | 02    |
| 03                                                                        | Charles Leclerc    | Ferrari                   | 1:25,533 | 1:25,546 | 1:25,172 | 03    |
| 04                                                                        | Max Verstappen     | Red Bull Racing-Honda     | 1:25,700 | 1:25,848 | 1:25,276 | 04    |
| 05                                                                        | Pierre Gasly       | Red Bull Racing-Honda     | 1:26,273 | 1:26,038 | 1:25,590 | 05    |
| 06                                                                        | Sebastian Vettel   | Ferrari                   | 1:25,898 | 1:26,023 | 1:25,787 | 06    |
| 07                                                                        | Daniel Ricciardo   | Renault                   | 1:26,428 | 1:26,283 | 1:26,182 | 07    |
| 08                                                                        | Lando Norris       | McLaren-Renault           | 1:26,079 | 1:26,385 | 1:26,224 | 08    |
| 09                                                                        | Alexander Albon    | Scuderia Toro Rosso-Honda | 1:26,482 | 1:26,403 | 1:26,345 | 09    |
| 10                                                                        | Nico Hülkenberg    | Renault                   | 1:26,568 | 1:26,397 | 1:26,386 | 10    |
| 11                                                                        | Antonio Giovinazzi | Alfa Romeo Racing-Ferrari | 1:26,449 | 1:26,519 | –        | 11    |
| 12                                                                        | Kimi Räikkönen     | Alfa Romeo Racing-Ferrari | 1:26,449 | 1:26,519 | –        | 12    |
| 13                                                                        | Carlos Sainz jr.   | McLaren-Renault           | 1:26,203 | 1:26,578 | –        | 13    |
| 14                                                                        | Romain Grosjean    | Haas-Ferrari              | 1:26,347 | 1:26,757 | –        | 14    |
| 15                                                                        | Sergio Pérez       | Racing Point BWT-Mercedes | 1:26,649 | 1:26,928 | –        | 15    |
| 16                                                                        | Kevin Magnussen    | Haas-Ferrari              | 1:26,662 | –        | –        | 16    |
| 17                                                                        | Daniil Kwjat       | Scuderia Toro Rosso-Honda | 1:26,721 | –        | –        | 17    |
| 18                                                                        | Lance Stroll       | Racing Point BWT-Mercedes | 1:26,762 | –        | –        | 18    |
| 19                                                                        | George Russell     | Williams-Mercedes         | 1:27,789 | –        | –        | 19    |
| 20                                                                        | Robert Kubica      | Williams-Mercedes         | 1:28,257 | –        | –        | 20    |
| 107-Prozent-Zeit: 1:31,498 min (bezogen auf Q1-Bestzeit von 1:25,513 min) |                    |                           |          |          |          |       |

### Rennen
| Pos. | Fahrer             | Konstrukteur              | Runden | Stopps | Zeit        | Start | Schnellste Runde |
| ---- | ------------------ | ------------------------- | ------ | ------ | ----------- | ----- | ---------------- |
| 01   | Lewis Hamilton     | Mercedes                  | 52     | 1      | 1:21:08,452 | 2     | 1:27,369 (52.)   |
| 02   | Valtteri Bottas    | Mercedes                  | 52     | 2      | + 24,928    | 1     | 1:27,406 (47.)   |
| 03   | Charles Leclerc    | Ferrari                   | 52     | 2      | + 30,117    | 3     | 1:29,313 (47.)   |
| 04   | Pierre Gasly       | Red Bull Racing-Honda     | 52     | 1      | + 34,692    | 5     | 1:29,544 (48.)   |
| 05   | Max Verstappen     | Red Bull Racing-Honda     | 52     | 2      | + 39,458    | 4     | 1:29,272 (45.)   |
| 06   | Carlos Sainz jr.   | McLaren-Renault           | 52     | 1      | + 53,639    | 13    | 1:29,757 (50.)   |
| 07   | Daniel Ricciardo   | Renault                   | 52     | 2      | + 54,401    | 7     | 1:29,624 (50.)   |
| 08   | Kimi Räikkönen     | Alfa Romeo Racing-Ferrari | 52     | 1      | + 1:05,540  | 12    | 1:30,034 (51.)   |
| 09   | Daniil Kwjat       | Scuderia Toro Rosso-Honda | 52     | 2      | + 1:06,720  | 17    | 1:29,910 (51.)   |
| 10   | Nico Hülkenberg    | Renault                   | 52     | 1      | + 1:12,733  | 10    | 1:29,949 (51.)   |
| 11   | Lando Norris       | McLaren-Renault           | 52     | 2      | + 1:14,281  | 8     | 1:29,636 (50.)   |
| 12   | Alexander Albon    | Scuderia Toro Rosso-Honda | 52     | 1      | + 1:15,617  | 9     | 1:30,872 (46.)   |
| 13   | Lance Stroll       | Racing Point BWT-Mercedes | 52     | 2      | + 1:21,086  | 18    | 1:29,390 (49.)   |
| 14   | George Russell     | Williams-Mercedes         | 51     | 1      | + 1 Runde   | 19    | 1:31,013 (50.)   |
| 15   | Robert Kubica      | Williams-Mercedes         | 51     | 1      | + 1 Runde   | 20    | 1:31,509 (50.)   |
| 16   | Sebastian Vettel   | Ferrari                   | 51     | 2      | + 1 Runde   | 6     | 1:28,733 (46.)   |
| 17   | Sergio Pérez       | Racing Point BWT-Mercedes | 51     | 3      | + 1 Runde   | 15    | 1:29,456 (50.)   |
| 18   | Antonio Giovinazzi | Alfa Romeo Racing-Ferrari | 18     | 0      | DNF         | 11    | 1:32,464 (17.)   |
| 19   | Romain Grosjean    | Haas-Ferrari              | 9      | 1      | DNF         | 14    | 1:34,350 (04.)   |
| 20   | Kevin Magnussen    | Haas Ferrari              | 8      | 1      | DNF         | 16    | 1:33,425 (05.)   |

## WM-Stände nach dem Rennen
Die ersten zehn des Rennens bekamen 25, 18, 15, 12, 10, 8, 6, 4, 2 bzw. 1 Punkt(e). Zusätzlich gab es einen Punkt für die schnellste Rennrunde, da der Fahrer unter den ersten zehn landete.

### Fahrerwertung
| Pos. | Fahrer           | Konstrukteur              | Punkte |
| ---- | ---------------- | ------------------------- | ------ |
| 01   | Lewis Hamilton   | Mercedes                  | 223    |
| 02   | Valtteri Bottas  | Mercedes                  | 184    |
| 03   | Max Verstappen   | Red Bull Racing-Honda     | 136    |
| 04   | Sebastian Vettel | Ferrari                   | 123    |
| 05   | Charles Leclerc  | Ferrari                   | 120    |
| 06   | Pierre Gasly     | Red Bull Racing-Honda     | 55     |
| 07   | Carlos Sainz jr. | McLaren-Renault           | 38     |
| 08   | Kimi Räikkönen   | Alfa Romeo Racing-Ferrari | 25     |
| 09   | Lando Norris     | McLaren-Renault           | 22     |
| 10   | Daniel Ricciardo | Renault                   | 22     |

| Pos. | Fahrer             | Konstrukteur              | Punkte |
| ---- | ------------------ | ------------------------- | ------ |
| 11   | Nico Hülkenberg    | Renault                   | 17     |
| 12   | Kevin Magnussen    | Haas-Ferrari              | 14     |
| 13   | Sergio Pérez       | Racing Point-BWT Mercedes | 13     |
| 14   | Daniil Kwjat       | Scuderia Toro Rosso-Honda | 12     |
| 15   | Alexander Albon    | Scuderia Toro Rosso-Honda | 7      |
| 16   | Lance Stroll       | Racing Point-BWT Mercedes | 6      |
| 17   | Romain Grosjean    | Haas-Ferrari              | 2      |
| 18   | Antonio Giovinazzi | Alfa Romeo Racing-Ferrari | 1      |
| 19   | George Russell     | Williams-Mercedes         | 0      |
| 20   | Robert Kubica      | Williams-Mercedes         | 0      |

### Konstrukteurswertung
| Pos. | Konstrukteur          | Punkte |
| ---- | --------------------- | ------ |
| 1    | Mercedes              | 407    |
| 2    | Ferrari               | 243    |
| 3    | Red Bull Racing-Honda | 191    |
| 4    | McLaren-Renault       | 60     |
| 5    | Renault               | 39     |

| Pos. | Konstrukteur              | Punkte |
| ---- | ------------------------- | ------ |
| 06   | Alfa Romeo Racing-Ferrari | 26     |
| 07   | Racing Point-BWT Mercedes | 19     |
| 08   | Scuderia Toro Rosso-Honda | 19     |
| 09   | Haas-Ferrari              | 16     |
| 10   | Williams-Mercedes         | 0      |